# 19

19(십구)는 18보다 크고 20보다 작은 자연수다.

## 수학
- 8번째 소수(素數)다. 앞의 소수는 쌍둥이 소수인 17이고, 다음 소수는 23이다.
- 1이 19개 늘어선 1,111,111,111,111,111,111은 소수이며, 2번째 레퓨닛 소수다. 또한 1이 23개, 317개, 1031개 늘어선 경우에도 소수가 되며, 2, 19, 23, 317, 1031 모두 소수이다. 참고로, 1이 늘어선 개수가 합성수이면 해당 수를 똑같이 나눌 수 있는 수의 배수가 되기 때문에 소수가 될 수 없다. 이전 수는 11, 다음은 1이 23개 늘어선 R23 (11,111,111,111,111,111,111,111)이다.
- 4번째 중심있는 삼각수다. 앞의 중심있는 삼각수는 10, 다음은 31이다.
- 3번째 중심있는 육각수다. 앞의 중심있는 육각수는 7, 다음은 37이다.
- 3번째 팔면체수다. 앞의 팔면체수는 6, 다음은 44다.

## 과학
- 칼륨/포타슘(K)의 원자번호.

## 교통
- 고속도로
  - 유럽 고속도로 19호선: 네덜란드 암스테르담에서 벨기에를 거쳐 프랑스 파리까지 이어지는 유럽 고속도로.
  - 아우토반 19호선: 독일의 고속도로.

- 국도 제19호선
  - 대한민국 19번 국도: 경상남도 남해군 미조면에서 강원특별자치도 홍천군 서석면까지 이어지는 대한민국의 국도.
  - 일본 19번 국도: 아이치현 나고야시 아쓰타구에서 나가노현 나가노시까지 이어지는 일본의 국도.

## 나이
- 만 19세는 대한민국 청소년보호법 상 성인과 청소년의 기준이 되는 나이이다.
  - 대한민국에서 민법상 성년은 만 19세 이상이다. 2013년 7월 1일부터 성년의 기준이 20세에서 19세로 하향조정되었다.
  - 대한민국의 대부분 버스는 만 19세부터 청소년 할인 혜택을 받을 수 없다.
  - 대한민국에서는 만 19세부터 술을 마시거나 담배를 필 수 있다.

## 문화재
- 대한민국의 국보 제19호: 영주 부석사 조사당
- 대한민국의 보물 제19호: 보령 성주사지 오층석탑
- 대한민국의 사적 제19호: 경주 계림

## 방송
- 스카이라이프의 홈앤쇼핑 채널 번호.
- 지니 TV의 TV조선 채널 번호.[1]
- B tv와 U+ TV의 신세계쇼핑 채널 번호.
- LG헬로비전의 NS홈쇼핑 채널 번호.

## 시간
- 19시는 저녁 7시이다.

## 작품
- 《19-Nineteen》 : 대한민국의 영화
- 《19》: 폴 하드캐슬의 노래
- 《19》: 영국의 가수 아델의 정규 음반. 2008년 1월 28일 출시.

## 기타
- 날짜: 1월 9일
- 연도: 19년, 기원전 19년
- 아르헨티나와 칠레의 페소는 대한민국 원으로 약 19원이다.
- 코로나19의 19는 2019년에 발생하여서 19가 붙은 것이다.
- 19: 일본의 음악 그룹.

1. ↑  B tv 케이블과 KT HCN의 채널 번호가 같다.